# Circuit d'Ain-Diab
El circuit d'Ain-Diab era un circuit per curses que als afores de la ciutat de Casablanca, Marroc.
Fou construït l'any 1957 al sud-est d'Ain-Diab, fent servir la carretera costera existent i el camí principal que uneix Casablanca i Azamor.
El traçat tenia 7.618 km i fou dissenyat pel Reial Club d'Automòbils del Marroc i va rebre la plena aprovació del soldà Muhàmmad V del Marroc. Es va construir en només sis setmanes.
El circuit ja va tenir una carrera de Fórmula 1 al 1957, però va ser una cursa fora del calendari del campionat.
El 19 d'octubre del 1958 hi va tenir lloc el Gran Premi del Marroc, carrera final de la Temporada 1958 de Fórmula 1, que va guanyar Stirling Moss amb Vanwall, que va completar les 53 voltes en 2h 09m 15.1s.
A la carrera va haver-hi un accident, al qual es va ferir Stuart Lewis-Evans que va morir en un hospital d'Anglaterra sis dies després.
Fou seu de l'única edició del Gran Premi del Marroc de Fórmula 1.

## Resultats del Gran Premi del Marroc
| Any  | Pilot         | Equip   | Data         | Resultats |
| ---- | ------------- | ------- | ------------ | --------- |
| 1958 | Stirling Moss | Vanwall | 19 d'octubre | Resultats |